# Каннский кинофестиваль 1967
20-й Каннский кинофестиваль прошёл с 27 апреля по 12 мая 1967 года.

## Жюри
- Алессандро Блазетти, кинорежиссёр — председатель
- Жорж Люру — вице-председатель
- Сергей Бондарчук, кинорежиссёр
- Рене Боннель
- Жан-Луи Бори, кинокритик
- Миклош Янчо, кинорежиссёр
- Клод Лелуш, кинорежиссёр
- Ширли Маклейн
- Винсент Миннелли
- Жорж Нево[англ.]
- Джан Луиджи Ронди
- Усман Сембен
- Марк Турфуе
- Тахар Чериа[англ.]
- Андре Котан
- Здравка Колева
- Жан Шмидт

## Фильмы — участники фестиваля
| Победители выделены отдельным цветом. |

### Конкурсная программа
| Название                            | Оригинальное название  | Режиссёр                 | Страна                 |
| ----------------------------------- | ---------------------- | ------------------------ | ---------------------- |
| Каждому Своё                        | A ciascuno il suo      | Элио Петри               | Италия                 |
| Несчастный случай                   | Accident               | Джозеф Лоузи             | США                    |
| Фотоувеличение                      | Blowup                 | Микеланджело Антониони   | Великобритания, Италия |
| Утреннее дитя                       | La chica del lunes     | Леопольдо Торре Нильссон | Аргентина              |
| Эльвира Мадиган                     | Elvira Madigan         | Бу Видерберг             | Швеция                 |
| Отель Для чужестранцев              | Hotel pro cizince      | Антонин Маша             | Чехословакия           |
| Аморальный                          | L'immorale             | Пьетро Джерми            | Италия                 |
| Непонятный                          | Incompreso             | Луиджи Коменчини         | Италия                 |
| Незнакомец из Шандигора             | L'Inconnu de Shandigor | Жан Луи-Рой              | Франция                |
| Игра в кровопролитие                | Jeu de massacre        | Ален Жессюа              | Франция                |
| Катерина Измайлова                  | Катерина Измайлова     | Михаил Шапиро            | СССР                   |
| Моя любовь, моя любовь              | Mon amour, mon amour   | Надин Трентиньян         | Франция                |
| Убийство случайное и преднамеренное | Mord und Totschlag     | Фолькер Шлёндорф         | ФРГ                    |
| Мушетт                              | Mouchette              | Робер Брессон            | Франция                |
| Педро Парамо                        | Pedro Páramo           | Калос Вело               | Мексика                |
| Горные ветры                        | Rih al awras           | Мохаммед Лахдар-Хамина   | Алжир                  |
| Сага о викинге                      | Hagbard and Signe      | Габриэль Аксель          | Швеция, Дания          |
| Три дня и мальчик                   | שלושה ימים וילד        | Ури Зохар                | Израиль                |
| Скупщики перьев                     | Skupljaci perja        | Александр Петрович       | Югославия              |
| Земля в трансе                      | Terra em Transe        | Глаубер Роша             | Бразилия               |
| Десять тысяч дней                   | Tízezer nap            | Ференц Коша              | Венгрия                |
| Последняя встреча                   | Último encuentro       | Антонио Эсеиса           | Испания                |
| Улисс                               | Ulysses                | Джозеф Стрик             | США, Великобритания    |
| Ты теперь большой мальчик           | You're a Big Boy Now   | Фрэнсис Форд Коппола     | США                    |